# Ванька-Ёган
Ванька-Ёган (устар. Ванька-Юган) — река в России, протекает по Ханты-Мансийскому АО. Устье реки находится в 67 км по левому берегу реки Вогулки. Длина реки — 53 км.

## Притоки
- 6 км: Имисоим пр
- 11 км: Муръямсоим пр
- Пронька-Юган пр
- 28 км: река Егамъёгарт лв
- 30 км: река Кузьсоим пр

## Данные водного реестра
По данным государственного водного реестра России относится к Нижнеобскому бассейновому округу, водохозяйственный участок реки — Северная Сосьва, речной подбассейн реки — Северная Сосьва. Речной бассейн реки — (Нижняя) Обь от впадения Иртыша.